# Kunde & Co
Kunde & Co er et dansk reklamebureau, med mere end 200 ansatte, der dækker over mere end 14 forskellige nationaliteter (2016). Bureauet havde i 2015 en omsætning på 249,9 mio. kr. og er blandt de største bureauer i Norden.
Kunde & Co blev grundlagt af Jesper Kunde i 1988 og er i dag en del af Kunde Group, der har afdelinger i Schweiz og Tyskland. Bureauet specialiserer sig i at skabe samlede strategier for markedsføring, branding og kommunikation. Blandt kunderne er Danfoss, Grundfos og Falck.